# Anže
Anže – wieś w Słowenii, w gminie Krško. W 2018 roku liczyła 103 mieszkańców.